# Portia Simpson-Miller
Portia Simpson-Miller (f. 12. december 1945) er en politiker fra Jamaica, der tidligere har været landet premierminister. 
Hun var Jamaicas første kvindelige premierminister i 2005-07. Hun blev genvalgt som premierminister og indtog atter embedet den 5. januar 2012 og fungerede på posten frem til 3. marts 2016.